# Japán füleskuvik
A japán füleskuvik (Otus semitorques) a madarak (Aves) osztályának a bagolyalakúak (Strigiformes) rendjéhez, ezen belül a bagolyfélék (Strigidae) családjához tartozó faj.

## Rendszerezése
A fajt Coenraad Jacob Temminck és Hermann Schlegel írták le 1844-ben.

## Alfajai
- Otus semitorques ussuriensis (Buturlin, 1910) - Kína északkeleti része, kelet-Szibéria délkeleti része és a Koreai-félsziget
- Otus semitorques semitorques (Temminck & Schlegel, 1844) - a Kuril-szigetek, Japán főszigeti (Hokkaidó, Honsú, Kjúsú és Sikoku) valamint Jakusima
- Otus semitorques pryeri (Gurney, 1889)  - az Izú-szigetek és a Rjúkjú-szigetek északi szigetei [2]

## Előfordulása
Kelet-Ázsiában, Dél-Korea, Észak-Korea, Kína, Japán és Oroszország területén honos.  Természetes élőhelyei a mérsékelt övi erdők, valamint ültetvények, vidéki kertek és városi régiók. Magassági vonuló.

## Megjelenése
Testhossza 25 centiméter, szárnyfesztávolsága 60-66 centiméter.

## Természetvédelmi helyzete
Az elterjedési területe rendkívül nagy, egyedszáma pedig stabil. A Természetvédelmi Világszövetség Vörös listáján nem fenyegetett fajként szerepel.

## További információ
- Képek az interneten a fajról
- Xeno-canto.org - a faj hangja és elterjedési területe